# Maria Gabriella Kwiatkowska

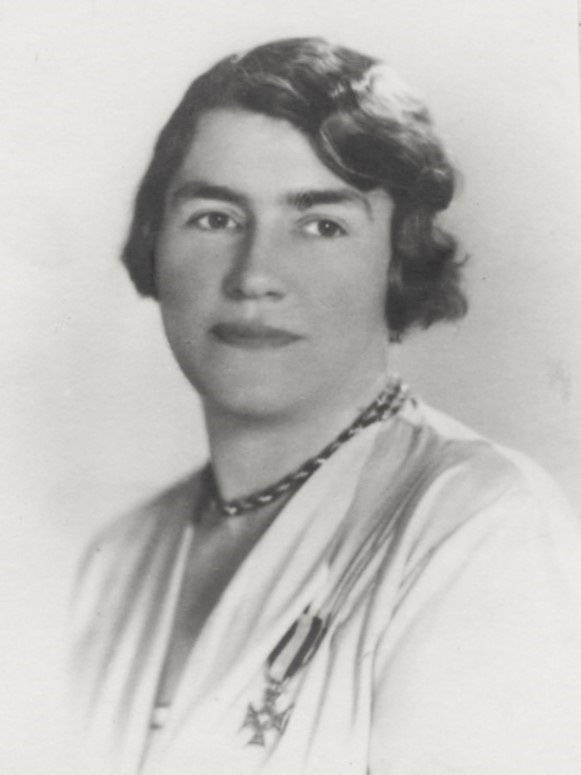
Maria Gabriella Kwiatkowska-Stefanowska (przed 1933)

Maria Gabriella Kwiatkowska zam. Stefanowska ps. „Ella”, „Dębska” (ur. 28 kwietnia 1887 w Twerze, zm. 18 maja 1976 w Warszawie) – przed I wojną członkini „Zarzewia"  i Polskiego Związku Wojskowego we Lwowie, organizatorka i komendantka Oddziału Żeńskiego PDS w Warszawie, od 1914 komendantka Oddziału Żeńskiego POW i członkini KN POW w Warszawie.

## Życiorys
Córka Stanisława Jaxa-Kwiatkowskiego i Józefy z domu Huszcza, urodzona 28 kwietnia 1887 w Twerze w Rosji. We Lwowie ukończyła liceum i studia, działając tam także w organizacjach „P” oraz „Z”. Od 1909 była kolejno członkinią „Zarzewia”, „Armii Polskiej” i Drużyn Strzeleckich. W latach 1909–1910 przeszła szkolenie wojskowe, podczas którego uczestniczyła w pierwszym kursie żeńskim Polskiego Związku Wojskowego, które zakończyła egzaminem podoficerskim. Członkinie związku utworzyły we Lwowie Oddział Żeński PZW. Kiedy zamieszkała w Warszawie znalazła się w gronie kierowników tajnej Legii Niepodległości, weszła bowiem w charakterze skarbniczki w skład tzw. Zwierzchności Okręgowej w zaborze rosyjskim, mającej na celu wychowywanie młodzieży w duchu niepodległościowym. Od 1912 była organizatorką i zarazem komendantką Oddziału Żeńskiego Polskich Drużyn Strzeleckich w okręgu warszawskim. Działała równocześnie jako drużynowa w harcerstwie żeńskim. Kiedy wybuchła I wojna światowa, Maria zrezygnowała z prowadzenia drużyny harcerskiej, a bardziej zaangażowała się w wojskową działalność niepodległościową. Będąc przedstawicielką PDS, razem z Adamem Kocem, Karolem Rybasiewiczem i Aleksandrem Tomaszewskim w połowie sierpnia 1914 była uczestniczką tajnej narady z członkami Związku Walki Czynnej, podczas której postanowiono zjednoczyć PDS i ZWC w zaborze rosyjskim oraz zdecydowano o powołaniu Polskiej Organizacji Wojskowej. We wrześniu lub październiku 1914, powołano Marię na komendantką Oddziału Żeńskiego Polskiej Organizacji Wojskowej, który powstał w Warszawie, a liczącego 30 członkiń, była równocześnie członkinią Komendy Naczelnej POW. Występowała pod ps. „Ella” oraz „Dębska”. Od tego momentu zajmowała się przenoszeniem broni, wyszukiwaniem lokali na kwatery konspiracyjne, a także peowiaczkom jej podległym organizowała pracę oraz przydzielała im zadania. W sierpniu 1915, kiedy Rosjanie wyszli z Warszawy, wspólnie z Jadwigą Barthel de Weydenthal, która była jej zastępczynią uczestniczyła w powołaniu Komendy Wojsk Polskich na Zamku Królewskim. Od września 1915 do sierpnia 1916 współorganizowała Pocztę Listów Prywatnych POW. Jeszcze w marcu 1916 przeszła do pracy w Centralnym Komitecie Narodowym. W dniach 11–12 czerwca 1916 brała udział jako jedna z trzech reprezentantek Królestwa w II zjeździe Ligi Kobiet Galicji i Śląska odbywającym się w Krakowie. W latach 1915–1918 uczestniczyła także w pracach Ligi Kobiet Pogotowia Wojennego, jako członkini Zarządu Naczelnego tej organizacji. W 1918 wyszła za mąż za Bohdana Stefanowskiego, z którym miała troje dzieci: Jerzego (ur. 1 sierpnia 1920), Marię (ur. 22 czerwca 1922) i Adama (ur. 24 grudnia 1927). Zajmowała się wychowaniem dzieci i prowadzeniem domu, więc nie mogła pracować zawodowo. Była uczestniczką w pracach Naczelnictwa ZHP, Związku b. Drużyniaczek oraz Związku b. Peowiaków, w którym była członkinią Zarządu Głównego.
Maria Gabriella Kwiatkowska Dekretem Naczelnika Państwa i Naczelnego Wodza z dnia 17 maja 1922 została odznaczona orderem wojskowym „Virtuti Militari" V klasy nr 7565. We wniosku o nadanie jej tego odznaczenia, sporządzonym w dniu 1 marca 1920 kpt. Kazimierz Libelt pisał:

„Ella” Kwiatkowska Stefanowska od zaczątków Polskiej Organizacji została naznaczona na odpowiedzialne stanowisko komendantki Oddziału Żeńskiego POW w Warszawie. Pod jej kierownictwem powstaje silna organizacja żeńska dostarczająca stale Komendzie Naczelnej wywiadowczynie, kurierki i pracownice do techniki wybuchowej. Ella Kwiatkowska sama bierze udział w wyszkoleniu bojowym oddziału żeńskiego, a następnie przeprowadza szereg wywiadów z poświęceniem i narażeniem życia. Jest duszą środowiska warszawskiej organizacji i w najtrudniejszych momentach podtrzymuje na duchu słabszych. Zorganizowana przez nią pomoc techniczna pozwala Komendzie Naczelnej zachować całkowitą konspirację i ujść rąk policji rosyjskiej. Jako członek Komendy Naczelnej Kwiatkowska bierze udział w opracowaniu wszystkich akcji przeprowadzanych na tyłach wojsk rosyjskich, nie cofając się przed ich wykonaniem, jak to miało miejsce w przededniu opuszczenia Warszawy przez wojska rosyjskie, gdy sama pracowała w najtrudniejszych warunkach konspiracji przygotowując materiały wybuchowe dla warszawskiego oddziału lotnego (...).
W pracy swej Ella Kwiatkowska wykazała męski hart ducha, poświęcenie, inicjatywę w sprawowaniu dowództwa i niepospolitą odwagę, zasługując w zupełności na odznaczenie Krzyżem Virtuti Militari.

Podczas II wojny światowej brała udział podczas niesienia pomocy więźniom osadzonym na Pawiaku. Współpracowała ściśle z dawnymi podkomendnymi i towarzyszkami walki o niepodległość, m.in. Wandą Gertz, Zofią Herfurtową, Dionizą Wyszyńską i Wandą Pełczyńską. Po upadku powstania nie pracowała już zawodowo, lecz zajmowała się domem i rodziną.
Zmarła 18 maja 1976 w Warszawie i została pochowana na Powązkach w rodzinnym grobowcu.

## Ordery i odznaczenia
- Krzyż Srebrny Orderu Wojskowego Virtuti Militari nr 7565 – 17 maja 1922[10][8][1]
- Krzyż Niepodległości z Mieczami – 1931[4]
- Odznaka „Za wierną służbę”[4]
- Krzyż Polskiej Organizacji Wojskowej[4]